# Munji
El munji és una llengua indoeuropea molt propera al yidgha parlada al nord-est de l'Afganistan, a la província de Badakhxan. Està dividit en quatre dialectes - munji nord, munji central, munji sud i munji mamalgha. Els parlants de munji són, habitualment, bilingües amb la varietat de persa parlada a l'Afganistan.